# Pereira Challenger
Il Pereira Challenger, noto anche come Challenger de Pereira Dove Men+Care Open per ragioni di sponsorizzazione, è un torneo professionistico di tennis giocato sulla terra rossa, che fa parte dell'ATP Challenger Tour. La prima edizione si è giocata nel 2022 al Club Campestre di Pereira in Colombia. L'evento fa inoltre parte del circuito Legión Sudamericana creato per aiutare lo sviluppo professionale dei tennisti sudamericani.

## Albo d'oro

### Singolare
| Anno | Campione       | Finalista     | Punteggio     |
| ---- | -------------- | ------------- | ------------- |
| 2023 | Non disputato  | Non disputato | Non disputato |
| 2022 | Facundo Bagnis | Facundo Mena  | 6–3, 6–0      |

### Doppio
| Anno | Campioni                               | Finalisti                      | Punteggio      |
| ---- | -------------------------------------- | ------------------------------ | -------------- |
| 2023 | Non disputato                          | Non disputato                  | Non disputato  |
| 2022 | Luis David Martínez Cristian Rodríguez | Grigoriy Lomakin Oleg Prihodko | 7–6(2), 7–6(3) |